# Течни кисеоник
Течни кисеоник — оксидирајућа је течност која има широку примену у медицини, индустрији, ратном ваздухопловству, космонаутици итд. Како може да изазове или подстакне ватру јер је оксидујуће средство (оксидирајући гас категорије 1, H270), и експлозију ако се изложи топлоти јер се складишти под притиском (гас под притиском H280.), не сме се излагати топлоти и мора се складиштити даље од масних и запаљивих материјала. Кисеоник се добија у постројењима за разлагање ваздуха као једна од компоненти и затим се утечни. Течни кисеоник се испоручује кориснику у вакуумско изолованим криогеним контејнерима или резервоарима. након што се изврши контрола квалитета пре испоруке. Да би се спречио прелазак из течне у гасовиту фазу услед пораста температуре, кисеоник мора да се складишти у криогеним резервоарима или мобилним вакуумско изолованим посудама под притиском.

## Историјат
- 1845. године Мајкл Фарадеј (1791—1867) енглески физичар и хемичар који се бавио и хемијом, открио је нове супстанце, оксидационе бројеве, али и начин како гасове претворити у течност. Такође је открио законе електролизе и увео појмове анода, катода, електрода и јон.[3]
- 1877. године, Louis Paul Cailletet (1832-1913) у Француској, и Raoul Pictet (1846-1929) у Швајцарској, независно један од другог, на различите начине, добили неколико капи течног кисеоника.[2]
- 1883. године пољски професори Краковског Универзитета Зигмунт Врублевски и Карол Олшевски по први пут су успели да да добију прве мерљиве количине течног кисеоника.[2]

## Физичко хемијске карактеристике
Кисеоник је гас неопходан за одржавање живота преко процеса дисања, и зато је у природи друга компонента по количини у атмосферском ваздуху, са 20,8%.
Течни кисеоник је гас бледоплаве боје изузетно ниске хладноће. Иако незапаљив, кисеоник је јак оксидант, који реагује са скоро свим органским материјалима и металима, и у међусобној реакцији са оксидирајућим средствима обично формира оксиде. Материјали који сагоревају у ваздуху у присуству кисеоника горе енергичније (бурније). 
Физичке и хемијске особине течног кисеоника
| Молекуларна формула                             | О2            |
| Молекуларна тежина                              | 31.999        |
| Тачка кључања на 1 атм                          | –183 °C       |
| Тачка замрзавање на 1 атм                       | –218.8 °C     |
| Критична температура                            | –118.4 °C     |
| Критични притисак                               | 49.6 атм      |
| Густина, течни на Tb, 1 атм                     | 1141 kg/m³    |
| Топлота испаравања на Tb, 1 атм                 | 6824.48 J/mol |
| Проширење однос, течност на гас, од Tb до 20 °C | 1 до 860      |

## Производња
Кисеоник се произведи разлагањем атмосферског ваздуха у специјалним јединицама (АСУ) у којима се одваја континуираном криогенском дестилацијом. Кисеоник се затим утечњава и складишти као криогена течност.  Контрола квалитета се врши пре испоруке.
Да би се спречио прелазак из течне у гасовиту фазу услед пораста температуре, кисеоник мора да се складишти у криогеним резервоарима или мобилним вакуумско изолованим посудама под притиском.
Даљи процес производње течног кисеоника наставља се у специјалним АСУ јединицама сабијањем гаса у гасним компресором на улазу у резервоаре у којима се врши складиштење гаса. Сабијени гас се потом шаље у систем за пречишћавање у коме се уклања влага, угљен-диоксид, и угљоводоници. Ваздух затим пролази кроз измењиваче топлоте у коме се врши његово хлађена до криогени температура. Потом, улази у дестилациону колону високог притиска у којој се физички одваја азот у парном облику на врху колоне за дестилацију а течна форма „сировог” кисеоника (~ 90% О2) која остаје на дну се одваја и складишти.
Овако добијени „сирови” течни кисеоник се потом повлачи из колона високог и шаље у колоне ниског притиска, где се процесом дестилације пречишћава све док не достигне захтеване карактеристике. Течност кисеоник се потом складишти у криогеним резервоарима.
Кисеоник се такође може произвести и некриогеним селективним апсорпционим процесом за производњу гасних производа.

## Примена
Течни кисеоник се користи:
- У медицини за дисање (тамо где недостаје) у болницама или за лечење у хипербаричним коморама.[4]
- У ваздухопловству, космонаутици.[5]
- У војсци као оксиданс у потисним системима пројектила и ракета, raketa na tečno gorivo и експлозивима (oksilikuit).
- У индустрији као оксидационо средство у производњи гвожђа и челика или заједно са ацетиленом за сечење метала, заваривање, каљење, чишћење и топљење метала.
- У енергетици за уштеде горива и енергије и нижу укупну емисију штетних гасова.

## Мере заштите
Опрема која се користи у експлоатацији кисеоника мора да задовољи строге захтеве чистоће, а системи у којима се он примењује морају бити израђени од материјала који имају високе температурне тачке паљења, отпорност на хладноћу и да хемијски не реагују у контакту са кисеоником под радним условима. 
У том смислу судови за складиштење кисеоника треба да буду произведени у складу са законом предвиђеним стандардима и да су издржљиви на промене температуре и притиске.